# Hamiltoniauletes trifasciatus
Hamiltoniauletes trifasciatus là một loài bọ cánh cứng trong họ Rhynchitidae. Loài này được Suffrian miêu tả khoa học năm 1870.